# Julia Migenes
Julia Migenes (ur. 13 marca 1945 w Nowym Jorku) – amerykańska śpiewaczka, sopran.

## Życiorys
Studiowała w Nowym Jorku w High School of Music & Art oraz Juilliard School. Już w czasie studiów rozpoczęła występy w musicalach. Na scenie operowej zadebiutowała w 1965 roku w New York City Opera jako Annina w The Saint of Bleecker Street Gian Carlo Menottiego. W kolejnych latach występowała w operach w San Francisco i Houston. W latach 1973–1978 śpiewała w Volksoper w Wiedniu. Odbyła też uzupełniające studia u Giseli Ultmann w Kolonii. W 1979 roku debiutowała na deskach nowojorskiej Metropolitan Opera. W 1984 roku wystąpiła u boku Plácido Domingo w filmie muzycznym Francesco Rosiego Carmen. 
Do jej popisowych należały tytułowe role w Lulu Albana Berga i Salome Richarda Straussa. Występowała też w teatrach na Broadwayu, m.in. w West Side Story i Skrzypku na dachu. Wielokrotnie pojawiała się w programach telewizyjnych, zdobywając uznanie realizacjami Życia paryskiego Offenbacha i La voix humaine Poulenca.